# Herbert Oehmichen
Herbert Karl Oehmichen (* 14. August 1915 in New York City; † 23. Juli 1990 in Los Angeles) war ein US-amerikanischer Handballspieler deutscher Abstammung.

## Werdegang
Oehmichen wurde als ältestes von zwei Kindern des aus Leipzig stammenden Kriegsdienstverweigerers Paul Oehmichen († 1964) und dessen jüdischer Ehefrau Erna geb. Israelzik (1887–1951) geboren. 1920 kehrte die Familie nach Deutschland zurück und lebte zunächst in Naumburg, seit 1928 in Gera. Nach der Machtergreifung wurde Herbert Oehmichen 1934 von seinen Eltern zurück nach New York City geschickt, seinen Eltern und der Schwester wurde die Ausreise aus Deutschland einige Zeit später verweigert. Er selbst arbeitete zunächst als Koch in einem Schnellrestaurant und später als Restaurantmanager. Im German-American Athletic Club aus Queens spielte Oehmichen Feldhandball und nahm mit der US-amerikanischen Nationalmannschaft am olympischen Handballturnier 1936 in Berlin teil, wobei er in den Spielen gegen Deutschland (1:29) und Rumänien (3:10) zum Einsatz kam. Anschließend war Oehmichen in Warsaw (Illinois) als Brauerlehrling. Im Oktober 1941 wurde er von der United States Army gewonnen, seit August 1942 trug er den Rang eines Leutnants. Aufgrund seiner deutschen Sprachkompetenz absolvierte Oehmichen ab Januar 1944 ein sogenanntes POW-Training (prisoner of war) und wurde zwei Monate später zum Captain befördert. Am D-Day (6. Juni 1944) landete er in der Normandie und diente fortan unter anderem bei der Ardennenoffensive. Nach Kriegsende im Mai 1945 führte er seine Familie zusammen, seine Mutter war zuvor im KZ Theresienstadt untergebracht gewesen. Kurze Zeit später wurde Oehmichen mit der Bronze Star Medal ausgezeichnet. Im Januar 1946 wurde er aus dem Militärdienst entlassen und lebte zunächst in Milwaukee. Mit seiner Ehefrau Bette geb. Cook (1923–1956) bekam Oehmichen zwei Kinder, später heiratete er seine zweite Ehefrau Ramona geb. Fish (1916–2012). Hauptberuflich arbeitete er fortan als Braumeister bei der Miller Brewing Company und lebte bis zu seinem Tod im Alter von 74 Jahren im südlichen Kalifornien.